# Шпильова Ірина
Іри́на Шпильо́ва — українська велогонщиця. Майстер спорту України міжнародного класу.

## З життєпису
Вихованка ШВСМ.
2007 року представляла Хмельниччину на чемпіонаті України з велоспорту у гонці–критеріумі. У турнірі серед жінок посіла другу сходинку.
Представляла Україну на Чемпіонаті світу з шосейних велогонок-2005, -2006 та 2009 року.
2010 року на Кубку світу посіла чотирнадцяту сходинку
Срібна призерка чемпіонату України, чемпіонка Хмельницької області.